# Spin doctor

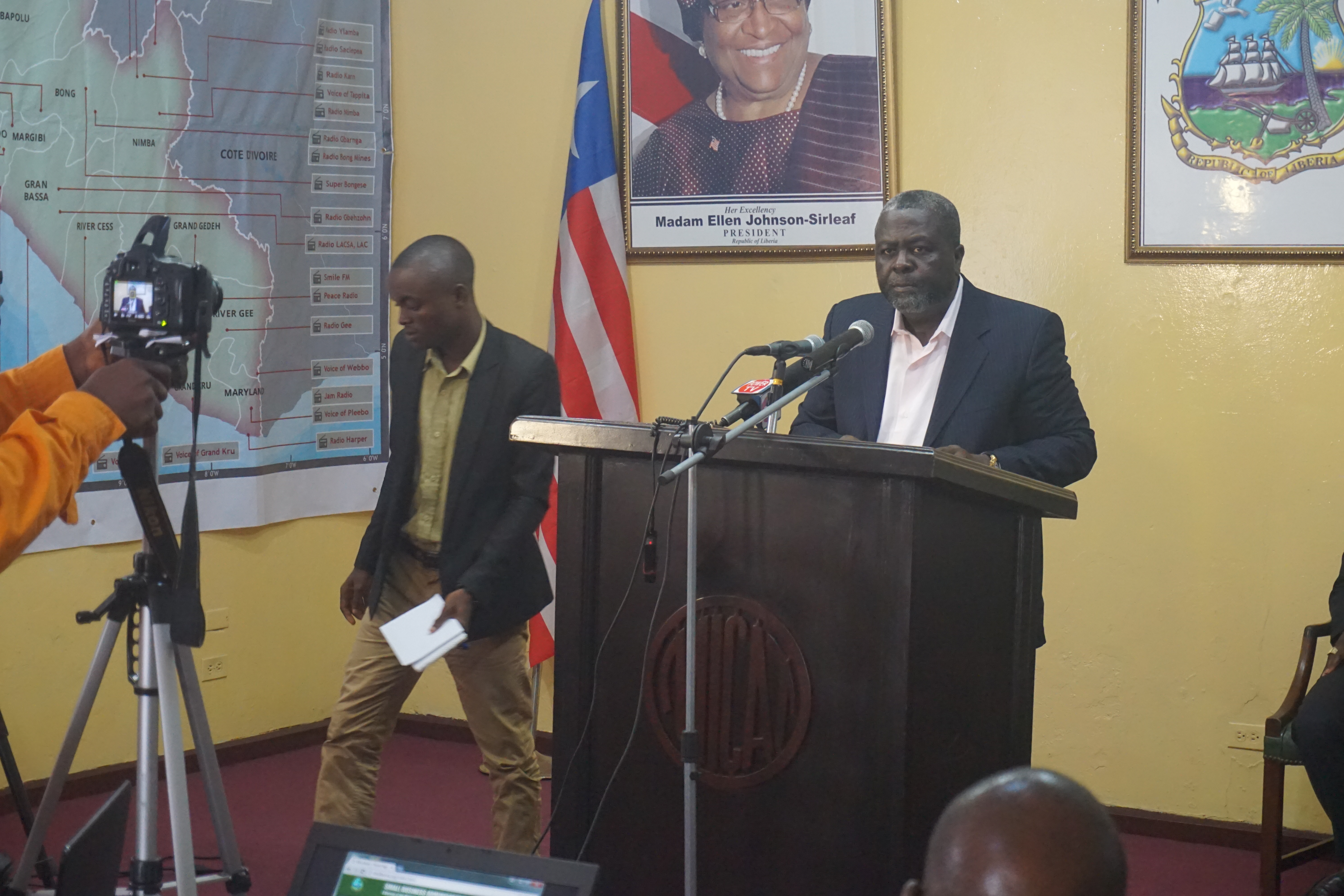
Conferència de premsa d'un spin room

Spin doctor és el que s'anomena assessor de comunicació política. Va néixer en la dècada de 1980 al Regne Unit com a fórmula del laborisme per lluitar contra l'hostilitat dels mitjans de comunicació oberts les vint-i-quatre hores amb demandes creixents d'accés i d'informació.

## Nova rellevància
En tant que la política ha esdevingut un acte mediàtic, els líders polítics han entrat en una campanya permanent i no poden cometre cap tipus d'error en la seva comunicació: tot el que diuen, fan o el que vesteixen està pensat per un equip d'experts que l'ajuden a projectar una millor imatge i a comunicar d'una forma més coherent.
Els laboristes van introduir l'spin com una resposta defensiva a l'hostilitat editorial, però des que el New Labor va acceptar el thatcherisme, l'spin s'ha utilitzat per a la promoció ofensiva de la política. Els canvis en el periodisme, especialment un tractament borrós dels fets i l'opinió, van ser un entorn d'incubació per al foment d'esta figura.

## Perfils
No hi ha una sola definició de spin doctor, igual que tots els assessors de comunicació no fan la mateixa tasca. Aquí es detallen alguns dels diferents perfils que es poden donar, extrets del llibre Els guardians del missatge d'en Toni Aira:
- Cap de gabinet: coordina l'equip d'assessors i, a vegades, és el braç executor del dirigent polític.
- Director de comunicació: posa la comunicació al seu lloc. Fer que aquesta no guanyi terreny a la política en si.
- Cap de relacions amb els mitjans: gestiona la informació interessada en els diferents mitjans de comunicació.
- Assessor d'imatge: dona al líder una imatge favorable aconsellant sobre el vestuari i maquillatge.